# Phebalium lepidotum
Phebalium lepidotum är en vinruteväxtart som först beskrevs av Porphir Kiril Nicolai Stepanowitsch Turczaninow, och fick sitt nu gällande namn av P. G. Wilson. Phebalium lepidotum ingår i släktet Phebalium och familjen vinruteväxter. Inga underarter finns listade i Catalogue of Life.